# Sky (компания)
Sky Limited, «Скай Лимитед» — британский медиа-конгломерат, ведущий деятельность, помимо Великобритании, в Ирландии, Германии, Австрии, Швейцарии, Италии и Испании. С октября 2018 года является частью американской корпорации Comcast. Основным направлением деятельности является спутниковое телевидение. Образовался в 1990 году слиянием британских компаний Sky Television и British Satellite Broadcasting под названием BSkyB. В 2014 году, после расширения деятельности на Италию и Германию, название было изменено на Sky plc. На 2018 год у компании было 23,6 млн абонентов, она является крупнейшим оператором спутникового телевидения в Великобритании и Италии, третьим в Германии. Компании принадлежит ряд спутниковых телеканалов, такие как Sky News, Sky Sports, Sky Movies, Sky1, Sky2.

## История
Планы по созданию европейского спутникового телевидения появились в конце 1960-х годов и вылились в запуск в мае 1978 года (орбитального тестового спутника). В ноябре 1980 года Брайан Хейнз (англ. Brian Haynes) создал консорциум Satellite Television Ltd. (SATV), начавший пробные трансляции телепрограмм с использованием этого спутника; финансовую поддержку оказали Guinness Mahon и Barclays Merchant Bank. Регулярные трансляции начались 26 апреля 1982 года, Satellite Television (также известный как Super Station Europe) стал первым европейским спутниковым каналом. Однако, чтобы принимать его сигнал требовалась очень большая антенна, поэтому приходилось прибегать к ретрансляции программ через кабельные сети, что делало проект коммерчески нерентабельным; кроме того, такая ретрансляция была разрешена законом только в некоторых странах (Норвегия, Финляндия, Мальта, Швейцария, ФРГ). В Великобритании ретрансляция была разрешена в октябре 1983 года, но кабельные сети здесь только начинали развиваться. Тем не менее, этим проектом заинтересовался Руперт Мёрдок, рассчитывая приспособить его для работы на Великобританию, где находилось большинство его активов в сфере СМИ. В июне 1983 года за £5 млн он приобрёл 65 % консорциума, а позже в том же году выкупил и остальную долю. В январе 1984 года канал был назван Sky Channel, на нём появились развлекательные, спортивные и музыкальные программы, аудитория в различных странах Европы выросла с 290 тысяч в 1983 году до 9 млн в 1987 году. В 1989 году, благодаря переходу на спутники Астра, количество каналов было увеличено до 4: Sky1, Sky News, Eurosport (совместный проект European Broadcast Union и News International Мёрдока) и Sky Movies. В 1990 году аудитория достигла 1,5 млн, общая сумма расходов превысила £400 млн, чистый убыток за первый год составил £95 млн. 
В 1977 году Международный союз электросвязи на Всемирной административной конференции радио (англ. World Administrative Radio Conference) наделила каждую страну правом на 5 спутниковых каналов. Реализация этого права, однако, требовала больших расходов, связанных с запуском спутников. В Великобритании этим занялась BBC, получив лицензию на два из пяти каналов. В 1983 году был сформирован консорциум из BBC, Управления независимого вещания (Independent Broadcasting Authority) и ряда других телекомпаний; к 1985 году оказалось, что реальные расходы значительно превосходят предварительные расчёты, и консорциум распался. В декабре 1986 года возник новый консорциум, British Satellite Broadcasting (BSB), в который вошли медиа-компании Granada Television, Pearson, Reed и Chargeurs. Первоначально BSB претендовала на три канала, но в 1989 году получила и оставшиеся два, когда BBC полностью отказалась от идеи спутниковых каналов (SkyTV Мёрдока обходила это ограничение, используя спутники люксембургской компании SES Astra). BSB начала вещание 25 марта 1990 года через два спутника Marcopolo, аудитория достигла 750 тысяч абонентов (включая тех, кто получал ретранслированный сигнал через кабельные сети). Однако расходы для достижения этого были очень большими, кроме запуска спутников они включали £500 млн на покупку прав на 2500 фильмов ведущих кинокомпаний и строительство амбициозной штаб-квартиры Marco Polo House за £26 млн.
Как Sky Television, так и British Satellite Broadcasting испытывали финансовые трудности (убытки первой составляли £2,2 млн в неделю, второй — £8 млн) и не могли позволить себе конкуренцию. В ноябре 1990 года было принято решение о слиянии этих компаний под названием British Sky Broadcasting (BSkyB). Новая компания отказалась от использования собственных спутников в пользу системы Астра; Marcopolo I был продан в 1993 году шведской компании NSAB, а Marcopolo II — норвежской компании Telenor в 1992 году. Также BSkyB отказалась и от разработанного BSB стандарта видео D-Mac, перейдя на стандарт PAL, который использовала SkyTV. Генеральным директором компании был назначен Сэм Чизолм (англ. Sam Chisholm), до этого 15 лет возглавлявший австралийский канал Channel 9. Он провёл радикальное сокращение персонала (с 4500 до 1000), в основном за счёт сотрудников BSB, были пересмотрены контракты на показ фильмов, поскольку именно конкуренция SkyTV и BSB привела к росту цен на фильмы, доходивших до $1 млн за фильм.
Главную ставку компания Sky сделала на спорт, купив в 1992 году за £304 млн эксклюзивные права на трансляцию матчей английской премьер-лиги, продолжение контракта в 1996 году стоило компании £670 млн, в 2001 году — уже £1,1 млрд. Sky оставалась монополистом до сезона 2007/2008, когда Еврокомиссия сочла это нарушением антимонопольного законодательства; четыре из шести пакетов матчей этого сезона обошлись компании £1,3 млрд, остальные два пакета приобрела ирландская компания Сетанта Спорт, кроме того, другие компании могли покупать права на трансляцию отдельных матчей.
В 1993 году количество каналов было увеличено до 14, включая лицензии на трансляцию в Великобритании таких каналов, как MTV и Nickelodeon, количество абонентов в этом году превысило 3 млн, компания начала приносить прибыль. В 1994 году 17 % акций было размещено на фондовых биржах Лондона и Нью-Йорка; это принесло £825 млн, вдвое сократив долг компании. Запуск в 1998 году спутников второй серии Astra 2 позволил Sky перейти на цифровой формат телевидения, увеличив количество каналов до 140. Для развития цифрового вещания в Великобритании в мае 1997 года было создано совместное предприятие British Interactive Broadcasting (Британское интерактивное вещание), в которое вошли BSkyB и British Telecom (по 32,5 %), Midland Bank (20 %) и Matsushita Electric (15 %). К 2000 году количество абонентов достигло 9 млн, из них 3,6 млн пользовались цифровым форматом, в октябре 2001 года аналоговое вещание было прекращено. Переход на цифровой формат проходил под руководством Тони Болла (англ. Tony Ball), который возглавлял компанию с 1999 по 2003 год. В ноябре 2003 года во главе компании стал 30-летний сын Репурта Мёрдока Джеймс Мёрдок. С 2006 году Sky начала предлагать свои программы через сети широкополосного доступа к интернету.
До 2018 года крупнейшим акционером (37,19 %) была компания Руперта Мёрдока 21st Century Fox. В начале 2018 года Руперт Мёрдок начал распродажу части активов своего медиа-холдинга, основными претендентами на них стали Walt Disney Company и Comcast. Проиграв Disney, корпорация Comcast сконцентрировалась на приобретении Sky, скупив акции, которые были в свободном обращении и доли других акционеров, и, наконец, долю 21st Century Fox. Общая сумма расходов на покупку Sky составила около $40 млрд, что, по мнению экспертов, было слишком высокой ценой, стоимость акций Comcast упала на 8 % по результатом закрытия сделки.
В июле 2018 года была продана 20-процентная доля в операторе азартных игр Sky Betting & Gaming компании The Stars Group Inc. за £635 млн. В ноябре 2018 года Sky plc была снята с листинга Лондонской фондовой биржи (акции с 1995 года входили в индекс FTSE 100).

## Деятельность
Sky присутствует в четырёх из пяти крупнейших рынков платного телевидения в Западной Европе: Великобритании, Италии, Германии и Испании. Платное телевидение является основным направлением деятельности компании и распространяется как через спутник, так и через кабельные сети, преимущественно сторонних компаний, хотя в Великобритании есть и собственные. В Испании и Швейцарии услуги предоставляются только через интернет. Несколько каналов (Sky News в Великобритании и Ирландии, Sky TG24 в Италии и Sky Sport News в Германии) транслируются бесплатно в эфир.
Подразделения сформированы по географическому принципу:
- Великобритания и Ирландия — 170 каналов, 13 млн абонентов, оборот £8,9 млрд;
- Германия и Австрия — 44 канала, 5,2 млн абонентов, оборот £2 млрд;
- Италия — 84 канала, 4,8 млн абонентов, оборот £2,6 млрд.

Из £13,6 млрд выручки компании в 2017/18 финансовом году £11,8 млрд дала абонентская плата, £800 млн — продажа контента и £900 млн — реклама.
Компании принадлежат права на трансляцию матчей английской премьер-лиги в Великобритании до 2022 года, Бундеслиги в Германии до 2021 года, итальянской Серии А в Италии до 2021 года и матчей под эгидой UEFA в Германии и Италии до 2021 года. Также есть соглашения на трансляцию программ таких компаний, как HBO, Showtime, Warner Bros. и NBCUniversal.
В Великобритании у компании имеется виртуальный оператор сотовой связи Sky Mobile, работающий через сеть Telefónica.
| Год                 | 2003  | 2004  | 2005  | 2006  | 2007  | 2008   | 2009   | 2010  | 2011  | 2012  | 2013  | 2014  | 2015  | 2016  | 2017  | 2018  |
| ------------------- | ----- | ----- | ----- | ----- | ----- | ------ | ------ | ----- | ----- | ----- | ----- | ----- | ----- | ----- | ----- | ----- |
| Оборот              | 3,082 | 3,535 | 3,842 | 4,148 | 4,392 | 4,774  | 5,157  | 5,709 | 6,518 | 6,678 | 7,082 | 7,450 | 9,989 | 11,97 | 12,92 | 13,59 |
| Чистая прибыль      | 0,286 | 0,434 | 0,578 | 0,551 | 0,499 | -0,127 | 0,259  | 0,878 | 0,810 | 0,906 | 0,979 | 0,865 | 1,952 | 0,663 | 0,691 | 0,815 |
| Активы              | 2,810 | 2,988 | 3,082 | 4,419 | 3,920 | 4,082  | 4,569  | 4,804 | 5,354 | 5,509 | 6,345 | 6,449 | 15,36 | 17,41 | 18,44 | 18,00 |
| Собственный капитал | 0,448 | 0,812 | 0,187 | 0,121 | 0,047 | -0,169 | -0,064 | 0,560 | 1,305 | 0,944 | 1,012 | 1,072 | 3,224 | 3,441 | 3,847 | 4,020 |

Примечание. Финансовый год компания начинала 1 июля и заканчивала 30 июня. Данные на 30 июня каждого года. С 2019 года финансовый год будет совпадать с календарным, как и у материнской компании Comcast.